# پل سایمون
پل فردریک سایمون (به انگلیسی: Paul Frederic Simon) (زادهٔ ۱۳ اکتبر ۱۹۴۱) گیتاریست، خواننده و ترانه‌سرای آمریکایی است. او به همراه آرت گارفانکل گروه سایمون و گارفانکل را تشکیل دادند.
از آهنگ های مشهور  پل سایمون می‌توان به You Can' Call Me Al از آلبوم Graceland اشاره کرد.